# Philippeion

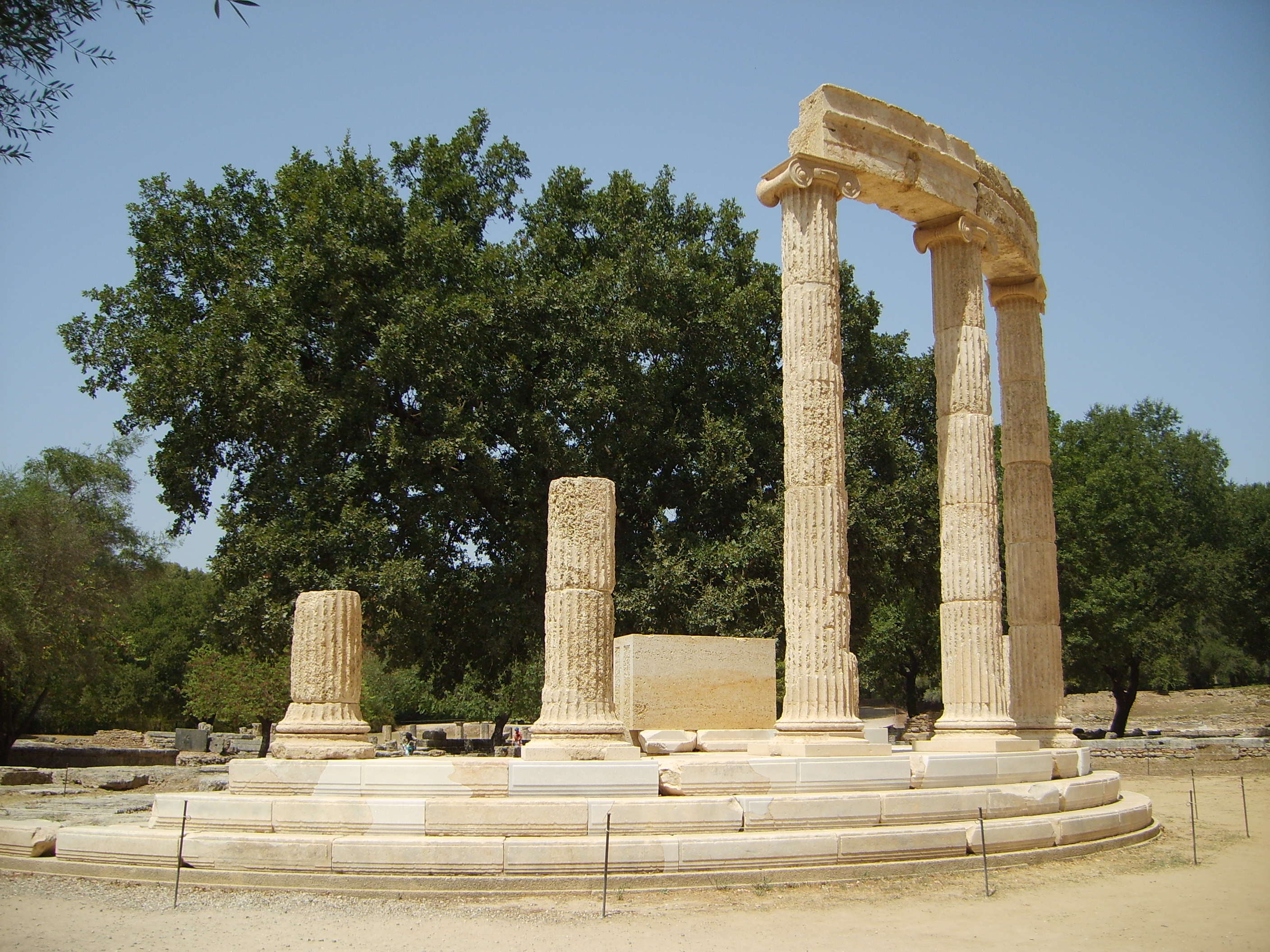
Philippeion in Olympia nach der teilweisen Wiederaufrichtung.

Das Philippeion (altgriechisch Φιλιππεῖον) war ein 338 v. Chr. von Philipp II. in das Heiligtum von Olympia gestifteter Rundbau, der von seinem Sohn Alexander dem Großen vollendet wurde. Es stand im Nordwesten der Altis von Olympia und diente der Aufstellung einer Statuengruppe aus der Hand des Bildhauers Leochares, die Philipp und seine Familie darstellte.

## Geschichte
„(in der Altis) ist auch ein »Philippeion« genannter Rundbau. Auf dem Dach des Philippeions ist eine Mohnkapsel, die die Dachbalken zusammenhält.
Das Gebäude ist links des Ausgangs neben dem Prytaneion. Es wurde aus gebrannten Ziegeln gebaut und ist von Säulen umgeben. Errichtet wurde es von Philipp nach der Niederlage der Griechen bei Chaironeia. Hier sind Statuen von Philipp und Alexander aufgestellt, außerdem von Amyntas, dem Vater Philipps. Auch diese Werke sind von Leochares und aus Gold und Elfenbein hergestellt, wie auch die Statuen der Olympias und Eurydike.“

Dies ist die einzige überlieferte antike Nachricht über das Bauwerk: ein Rundbau in der Nähe des beim Prytaneion von Olympia gelegenen Ausgangs, errichtet von Philipp II. nach seinem Sieg bei Chaironeia im Jahr 338 v. Chr. Es diente der Selbstdarstellung Philipps und seiner Familie, deren Goldelfenbein-Statuen aus der Hand eines der führenden Bildhauer der Zeit, Leochares, im Innern des Rundbaus Aufstellung fanden. Da Philipp II. zwei Jahre später starb, wurde der Bau möglicherweise unter seinem Sohn Alexander dem Großen vollendet. Der Zeitpunkt der Fertigstellung ist allerdings unbekannt. Zur Zeit des Pausanias waren die Standbilder beider Frauen bereits in das benachbarte Heraion gebracht worden, nur die männlichen Familienmitglieder waren noch im Philippeion zu sehen. Das Schicksal des Gebäudes ist bis in die Spätantike unbekannt. Nach dem Erdbeben von 300 n. Chr. scheint der Bau noch gestanden zu haben, mit dem Edikt Theodosius’ II. zur Schließung der heidnischen Heiligtümer im Jahr 435 n. Chr. wurde er aber offensichtlich bewusst zerstört. Brandspuren an Baugliedern des Daches, Zweitverwendung anderer Bauglieder bei der Umwandlung der Werkstatt des Phidias in eine Kirche zu Beginn des 5. Jahrhunderts zeugen von einer Zerstörung bald nach Erlass des Edikts. Gegen Ende des 5. Jahrhunderts wurden Löwenkopfwasserspeier des Rundbaus in der Ladenfront einer Kelterei verbaut. Zahlreiche Säulentrommeln wurden in spätantiken Mauern entdeckt, Teile des Stufenbaus fanden sich im „Spolienhaus“ westlich des Leonidaions.

## Forschungsgeschichte

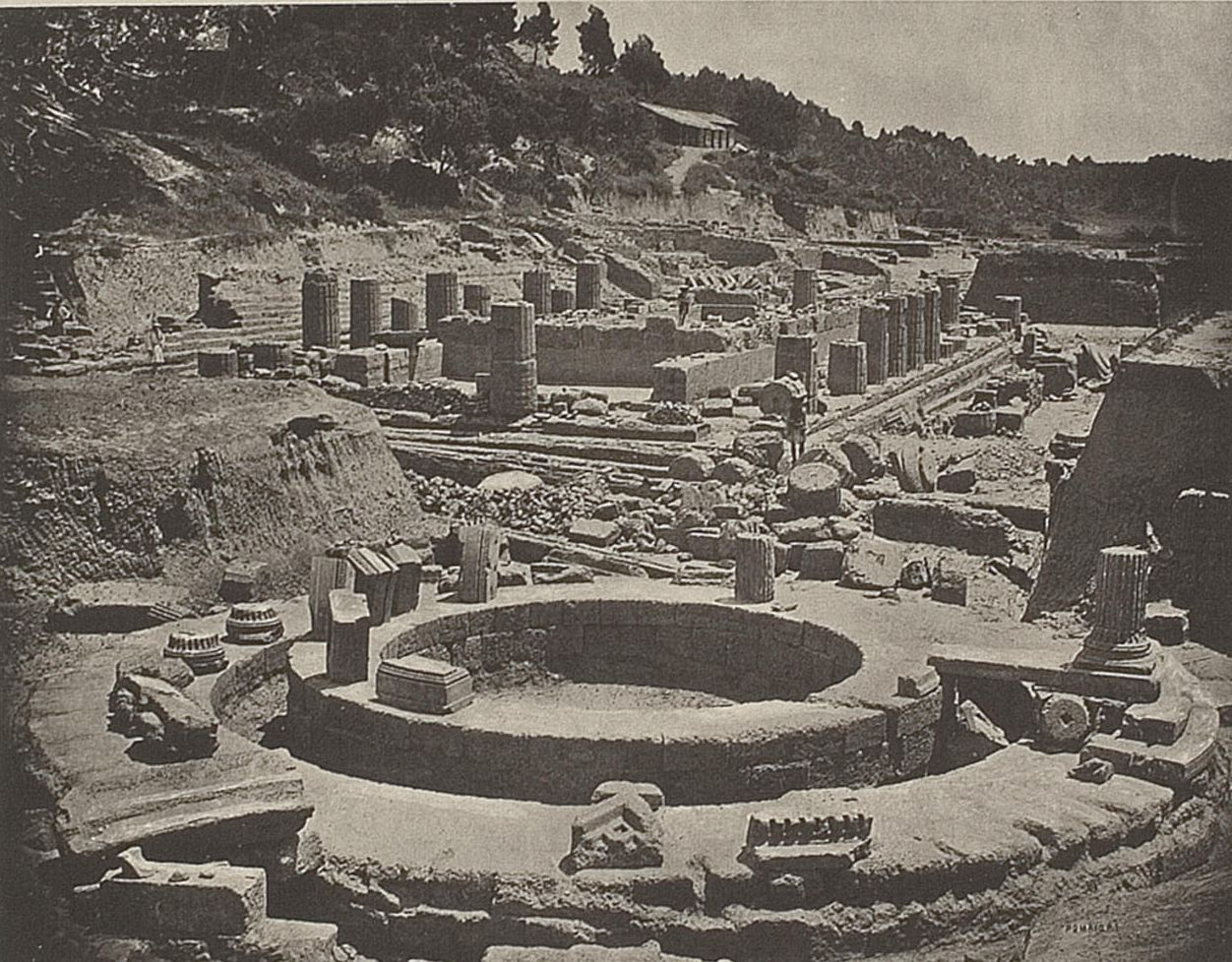
Philippeion nach seiner Freilegung.

Im dritten Jahr der vom Deutschen Reich durchgeführten Ausgrabungen legte man im Jahr 1877 erste Fundamentblöcke eines sogleich als Philippeion erkannten Rundbaus frei, der bis Februar 1878 ausgegraben wurde. Der Ausgrabungsvertrag mit der griechischen Regierung sah vor, dass Dubletten nach Zustimmung Griechenlands an das Deutsche Reich abgetreten werden konnten, was in diesem Fall geschah. Stufen des Unterbaus, einige Säulen- und Simafragmente sowie eine Säulenbasis kamen 1889 in die Berliner Museen. Für den teilweisen Wiederaufbau wurden die Stücke im Jahr 2002 als Dauerleihgabe nach Olympia zurückgebracht. Die Ergebnisse der Ausgrabungen von 1877/78 wurden 1892 von Friedrich Adler publiziert. Eine neuerliche Untersuchung der Bauglieder durch Hans Schleif und Willy Zschietzschmann brachte Schleif zu einer von Adlers Vorschlag abweichenden Rekonstruktion insbesondere der Dachlösung.
Im Jahr 1957 wurden durch Alfred Mallwitz erstmals alle identifizierten Bauglieder des Philippeions zusammentragen. Untersuchungen der Säulentrommeln im Jahr 1988 brachten entscheidende Erkenntnisse zur einstigen Säulenhöhe der Ringhalle des Rundbaus. Gezielte Vorarbeiten für einen – mittlerweile umgesetzten – teilweisen Wiederaufbau des Philippeions wurden 1999 nach längerer Planung in Angriff genommen. In dessen Rahmen wurden alle Bauglieder erneut gesichtet und vermessen.

## Baubeschreibung
Von dem Rundbau ist eine ausreichende Anzahl an Baugliedern erhalten, um sein einstiges Aussehen weitgehend rekonstruieren zu können. Verschiedene Baumaterialien wurden für das Philippeion genutzt. Ein großer Teil der Bauglieder wurde aus einem in der Umgebung von Olympia anstehenden porösen, aber feinteiligen Muschelkalk ausgeführt. Für manche Bauteile, wie die Säulen, verwandte man einen reinen Kalkstein, während etwa für Stufenbau und Dachrand parischer Marmor verarbeitet wurde. Die Dachdeckung selbst wurde aus Tonziegeln ausgeführt.

### Grundriss

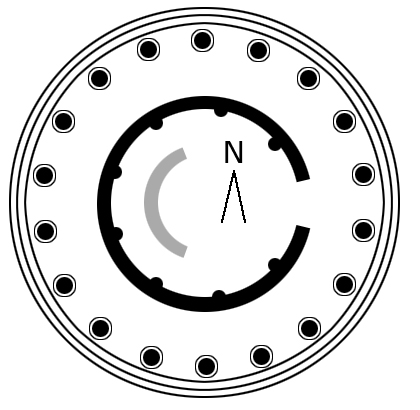
Grundriss des Philippeion

Der Rundbau erhob sich auf zwei konzentrischen Fundamentringen für die äußere Säulenstellung und den Kernbau. Die Fundamente ruhten auf einer Kieselschicht, konnten Senkungen und Verwerfungen des Geländes, das einerseits regelmäßigen Erdbeben, andererseits den Überschwemmungen des Alpheios ausgesetzt war, aber nicht verhindern. Der äußere Ring hatte auf Höhe der obersten, Euthynterie genannten Schicht eine breite von 2,33 Metern und war aus drei Reihen à 36 Kalkstein-Platten gebildet. Der innere Ring war 1,22 Meter breit.

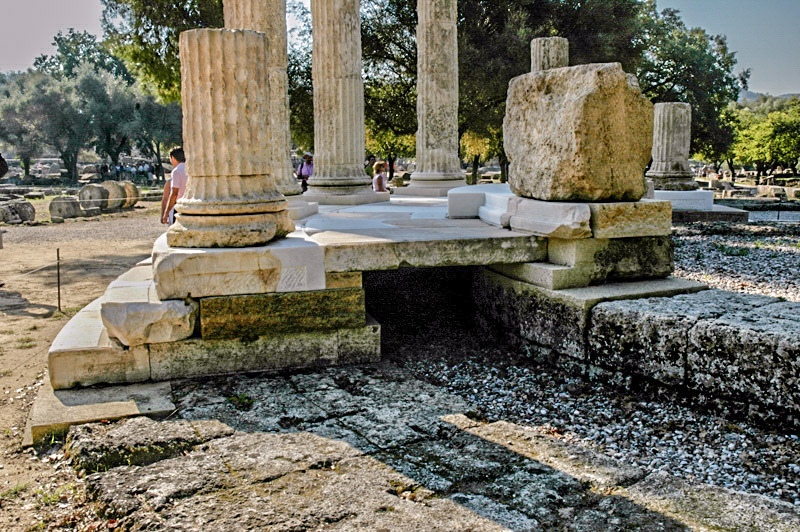
Rekonstruierter Stufenbau des Philippeions.

Ein dreistufiger Unterbau aus parischem Marmor lag auf dem äußeren Ring. Die Stufenhöhe nahm von der unteren mit 25,3 Zentimetern über die mittlere mit 27,8 Zentimetern zur abschließenden und den Stylobat bildenden oberen Stufe mit 29,8 Zentimetern zu. Zwei flache, Faszien genannte Leisten, die untere leicht nach innen abgeschrägt, zierten die Oberkanten jeder Stufe, deren Stirnflächen zusätzlich mit einem von Säumen gefassten Zierspiegel dekoriert war. Die Tritttiefe betrug im Mittel 33 Zentimeter.
An ihrer Außenkante hat die erste Stufe, deren Steine alle ein „E“ als Steinmetzzeichen aufwiesen, einen Radius von 7,62 Metern. Auf der Stylobatstufe erhoben sich 18 Säulen bei einem Achsabstand zum Gebäudemittelpunkt von 6,38 Metern.
Zwischen Stylobat und dem Toichobat genannten Wandfuß des Kernbaus war nach einer Planänderung, die sich deutlich an den Baugliedern ablesen lässt, ein marmorner Plattenbelag verlegt worden. Denn für die bündige Verlegung der Platten mussten das Profil des bereits gemauerten Toichobats und die Unterkante der darüber befindlichen Orthostaten abgearbeitet werden, so dass sich zwischen den nun in Marmor ausgeführten und angeschobenen Profilblöcken und den Orthostaten eine 1,5 Zentimeter hohe Schattenfuge ergab. Die äußeren Orthostaten wurde hierbei 18 Zentimeter weit unterarbeitet und verloren über 50 % ihres Auflagers.
Der Innenraum des Rundbaus hatte einen Radius von etwa 3,48 Metern. Die Lage des Eingangs ist unbestimmt. Ging man früher von einer Interpretation des Bauwerks als Schatzhaus aus, rekonstruierte man als Konsequenz einen südlich gelegenen Eingang, da alle Schatzhäuser Olympias sich nach Süden öffnen. Ein spätrömischer Hallenbau direkt südlich des Philippeions lässt eine solche Rekonstruktion jedoch nicht zu, so dass man heute von einer, auch in der Wiederaufstellung umgesetzten, Öffnung nach Osten ausgeht, eventuell mit einer geringen Abweichung nach Süden. Die lichte Türweite betrug mindestens 1,85 Meter.
Im Innern befand sich die Basis der Statuengruppe, von deren fünf Sockel- und Decksteinen noch jeweils vier vorhanden sind. Für Gold-Elfenbein-Bilder scheinen die Einlassungen nicht vorgesehen gewesen zu sein. Vielmehr dienten sie wohl der Aufnahme von marmornen Plinthen, die dann mit entsprechenden Marmorskulpturen zu verbinden wären.

### Aufriss

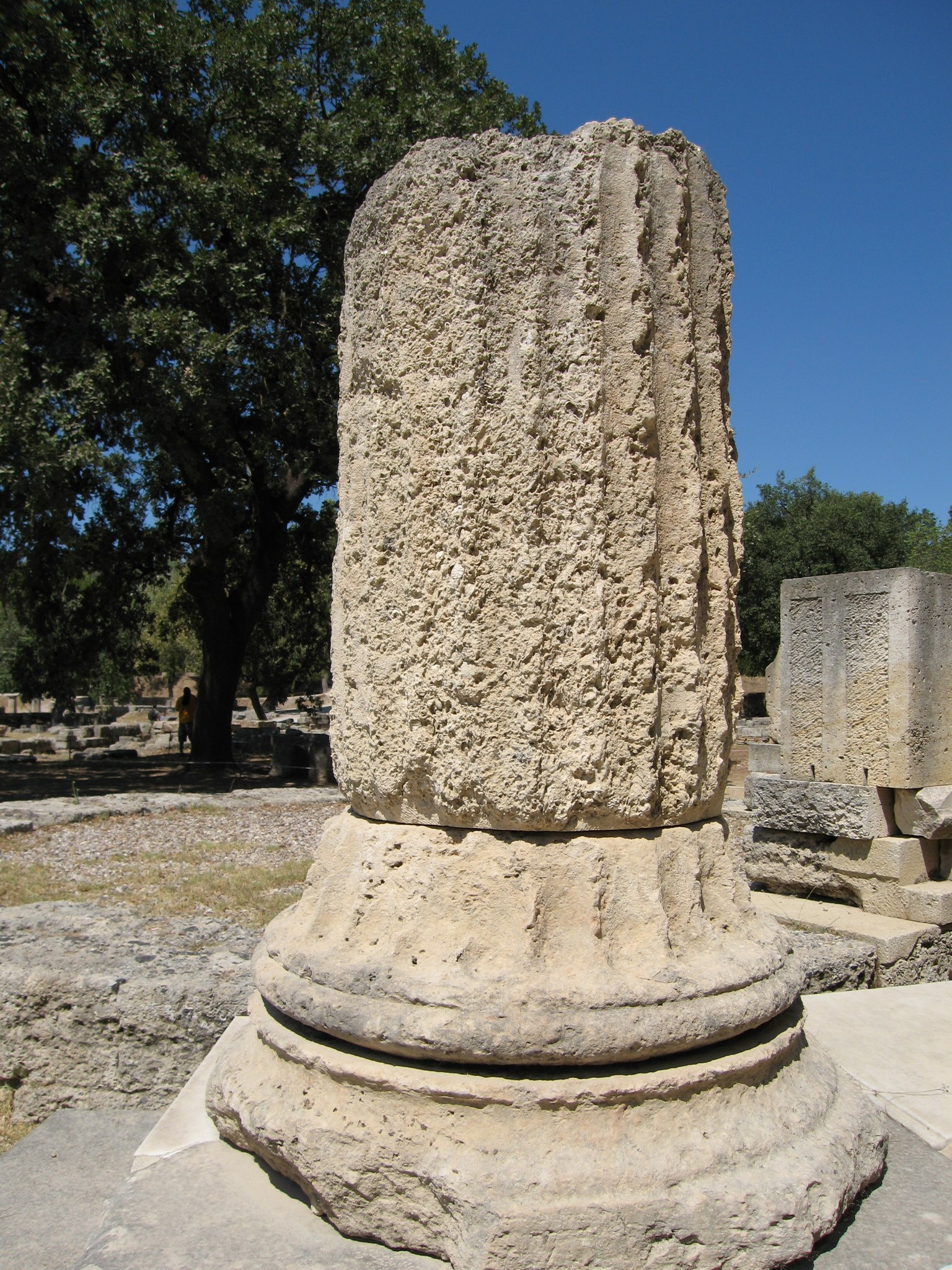
Basis und unterer Teil des Säulenschafts des Philippeions.

#### Ringhalle
Die 18 Säulen ionischer Ordnung der Ringhalle erhoben sich auf einer Sonderform ionischer Basen, die aus einer quadratischen Plinthe von 93,2 Zentimetern Kantenlänge, gefolgt von einer anlaufenden Kehle und abschließendem Wulst gebildet wurden. Von den einst 18 aus reinem Kalkstein gearbeiteten und 47,5 Zentimeter hohen Basen sind noch 15 nachweisbar. Sie trugen die etwa 4,76 Meter hohen Säulenschäfte mit ihren 24 ionischen, durch einen schmalen Steg getrennten Kanneluren. Außer dem Philippeion weisen in Olympia nur die Marmorsäulen des Ehrenmonuments für Ptolemaios II. und seine Schwester Arsinoe II. diese Anzahl an Kanneluren auf. Der untere Durchmesser der mit einer leichten Entasis von 4 Millimetern gearbeiteten Säulenschäfte betrug 64 Zentimeter. Sie trugen 32,93 Zentimeter hohe ionische Kapitelle mit engstehenden Voluten, deren leicht gekehlter, Kanalis genannter Volutengang in kräftig hervortretenden Volutenaugen endete. Zwickelpalmetten neben den Einrollungen waren aufgemalt.
Am folgenden Gebälk wurden der Architrav und ein flacher, glatter Fries aus 80,7 Zentimeter hohen Werkstücken gearbeitet. Der Architrav war außen wie innen in zwei Faszien gegliedert. Auf der Innenseite befand sich an der Stelle des Außenfrieses ein ausladendes ionisches Kyma, das zur aufliegenden Kassettendecke des Umgangs vermittelte. An der Außenseite schloss ein Zahnschnitt mit folgendem Geison die Frieszone ab.
Der marmorne Dachrand besaß Löwenkopfwasserspeier, die Sima selbst war mit einem Anthemienfries bemalt, die hochgebogenen Stirnziegel trugen aufgemalte Palmetten. Die eigentliche Dachdeckung erfolgte aus Tonziegeln und wurde bekrönt von der bei Pausanias genannten Mohnkapsel.
Eine steinerne Kassettendecke schloss den Umgang zwischen Säulenstellung und Kernbau nach oben hin ab.

#### Kernbau
Die Wand des Kernbaus erhob sich auf einer 98,5 Zentimeter hohen Orthostatenschicht, die aus zwei Schalen gebildet wurde und 71,2 Zentimeter breit war. Darauf lagen, in strenger Fugenkonkordanz verlegt, wohl elf Wandschichten, deren Stärke von 49,1 Zentimetern auf 47,0 Zentimetern nach oben leicht abnahm. Entgegen der Angabe bei Pausanias, der hier erneut einen zweifelhaften Beleg seiner Augenzeugenschaft ablegt, war die Wand aus Quadern errichtet. Bekrönt wurde die Wand von einem 55,5 Zentimeter hohen Wandarchitrav.
Die Fugenkonkordanz war, von ästhetischen und bautechnischen Gründen abgesehen, wegen der Innenraumgestaltung wichtig. Denn im Innern des Baus waren der Wandung Halbsäulen korinthischer Ordnung angearbeitet. Unter anderem fand sich ein Fragment mit angearbeiteter Viertelbasis, so dass der Steinschnitt in der Achse der Halbsäulen lag. Die Basis bestand wohl aus einer Abfolge von Wulst–Kehle–Wulst, wobei der untere Wulst nur erschlossen, nicht aber erhalten ist. Bekrönt wurden die Halbsäulen von gesondert gefertigten, korinthischen Kapitellen. Da die Kapitellhöhe die Höhe der Wandschichten übertraf, wurden im Bereich ihrer Anbringung die Halbsäulenstücke der Wandschicht abgearbeitet und die Kapitelle mit den Wandsteinen verdübelt. Die Kapitelle wiesen zwei untere Blattkränze auf, aus den seitlichen Kelchen entwickelte sich je eine zu den Kapitellecken wachsende Volute. Eine zur Kapitellmitte gerichtete Innenvolute fehlte hingegen noch. Ihre Position wurde stattdessen von einem breiten Blatt eingenommen. Das Kapitell steht damit in einer Tradition, die auch am kurz zuvor errichteten Tempel der Athena Alea in Tegea und dem mit dem Philippeion etwa gleichzeitig erbauten Zeustempel von Nemea zu beobachten ist.
Anzahl und Verteilung der Halbsäulengliederung ist nicht gänzlich gesichert. Die vorauszusetzende Fugenkonkordanz lässt eine Aufteilung der Wandfläche in neun gleich große Wandfelder zu. Ältere Rekonstruktionen gingen entsprechend von neun korinthischen Halbsäulen als Gliederungselement aus. Die Rekonstruktion des Türbereichs scheint jedoch nahezulegen, dass die Türbreite mit allen Zierelementen der Laibung mehr als ein Wandfeld in Anspruch nahm, so dass vermutlich eine der Halbsäulen zugunsten der Tür aufgegeben wurde und nur acht Säulen die Wandung gliederten. Der Türsturz scheint unmittelbar unter dem umlaufenden Wandarchitrav verlegt worden zu sein, die Türhöhe betrug demnach ungefähr 4,73 Meter. Die in älteren Rekonstruktionen berücksichtigten Fensteröffnungen lassen sich im archäologischen Befund nicht nachweisen.
Dem Eingang gegenüber erhob sich die Statuenbasis der Herrscherfamilie. Mit einer Höhe von mindestens 1,56 Metern war es deutlich höher als die Orthostatenschicht der Wand. Die genaue Aufstellung der Statuen, ihre Reihenfolge, ist nicht schlüssig zu ermitteln. Da neben Alexander jedoch sowohl seine Eltern als auch seine Großeltern vertreten waren, wird er selbst das Zentrum der Anordnung eingenommen haben.

## Entwurf und Stellung
Der Bau des Philippeions ist in vielerlei Hinsicht ungewöhnlich. Nicht nur, dass er ein Vertreter der ohnehin seltenen Bauform der mit einer Ringhalle versehenen Tholos ist, wie sie in dieser frühen Form sonst nur etwa gleichzeitig in Epidauros und einige Jahrzehnte früher im Heiligtum der Athena Pronaia in Delphi vertreten ist. Auch der gewählten ionische Ordnung der Ringhalle begegnet man nur hier in Olympia. Die Anordnung der korinthischen Innenordnung auf einer hohen brüstungsartigen Sockelzone stellt ebenfalls eine Sonderform dar und erinnert an Blendarchitketuren makedonischer Galerien, während Innensäulen sonst bestenfalls auf einer bankartigen Erhöhung Aufstellung fanden.
Entwurf und Konzeption säulenumgebener Rundbauten sind keine triviale Herausforderung. Mit Lineal und Zirkel als grundlegenden Entwurfswerkzeugen lassen sich nur bestimmte regelmäßige Vielecke entwerfen, unter anderem ein 16-, 17- oder 20-Eck, nicht aber ein 18-Eck als Grundlage eines Rundbaus mit 18 Säulen gleichmäßigen Abstands, wie ihn das Philippeion darstellt; auch ein 26-Eck wie für den Bau in Epidauros lässt sich auf diesem Weg nicht gewinnen. Eine einfache Winkelteilung war ebenfalls nicht möglich, da das 360°-Winkelsystem wohl erst im 2. Jahrhundert v. Chr. von Hypsikles eingeführt wurde. Vermutlich ging man in verschiedenen Schritten vor, die sich ergänzten und korrigierten, bis über einem mit Zirkelschlag gewonnenen Kreis die radial einteilenden Entwurfslinien für die Position der Säulen, aber auch der Plattenfugen, letztlich auch der in strenger Fugenkonkordanz verlegten Wandquadern bestimmt waren.